# Cleopatra's Night

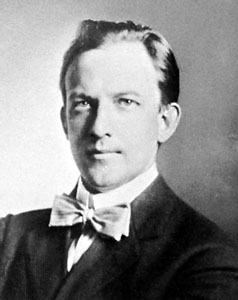
Henry Kimball Hadley

Cleopatra's Night är en opera i två akter med musik av den amerikanske kompositören Henry Kimball Hadley. Librettot skrevs av Alice Leal Pollock efter en novell av den franske författaren Théophile Gautier. 

## Historia
Cleopatra's Night är skriven i en eklektisk, romantisk stil och är påverkad både av verismens dramatik och den rika orkestersatsen hos Wagner och Richard Strauss.
Operan hade premiär på Metropolitan Opera den 31 januari 1920, hade nypremiär året därpå och sändes i radio 1929.
Premiäruppsättningens scenograf var Norman Bel Geddes. Frances Alda sjöng titelrollen medan tenoren Orville Harrold sjöng rollen som Meïamoun. Gennaro Papi dirigerade men Hadley övertog dirigentpinnen för den sjätte och sista föreställningen och blev därmed den första amerikanska tonsättaren att dirigera sin egen opera på Met. Operan återkom på repertoaren nästföljande säsong för ytterligare tre föreställningar.

## Personer

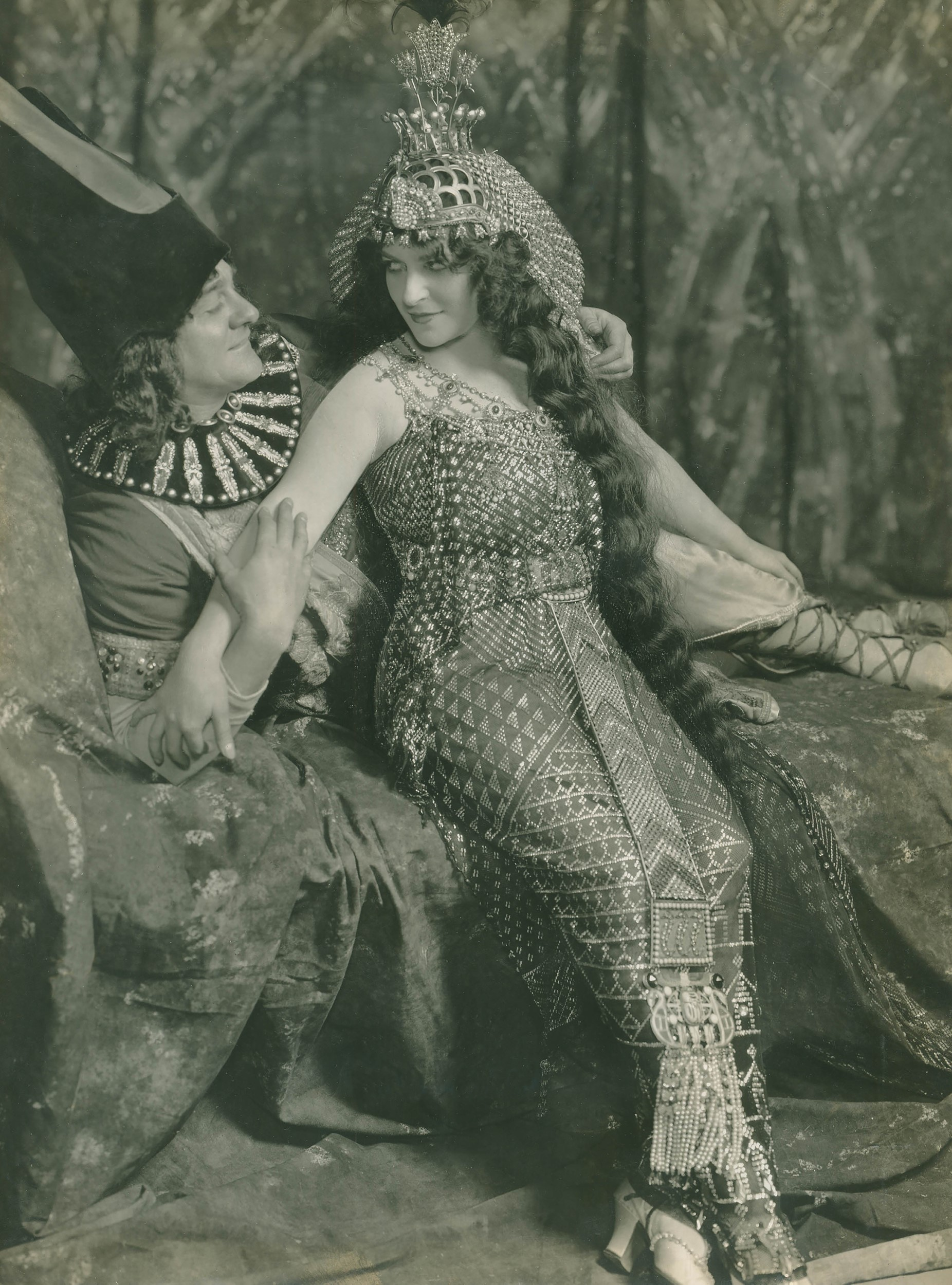
Frances Alda och Orville Harrold i en scen från Cleopatra's Night

| Roller                                  | Röststämma  | Premiärbesättning 31 januari 1920 (Dirigent: Gennaro Papi) |
| --------------------------------------- | ----------- | ---------------------------------------------------------- |
| Cleopatra, Drottning av Egypten         | sopran      | Frances Alda                                               |
| Meïamoun, En ung egyptier               | tenor       | Orville Harrold                                            |
| Mark Antony                             | baryton     | Vincenzo Reschiglian                                       |
| Mardion, drottningens favorittjänarinna | mezzosopran | Jeanne Gordon                                              |
| Iras, en tjänarinna                     | mezzosopran | Marie Tiffany                                              |
| En eunuck                               | baryton     | Millo Picco                                                |
| Antonys officer                         | baryton     | Louis D'Angelo                                             |
| En gäst                                 | tenor       |                                                            |
| En hungrig gäst                         | bas         |                                                            |
| En kvinnlig gäst                        | mezzosopran |                                                            |
| Diomedes, chef för Cleopatras roddare   | talroll     |                                                            |
| Giftframställaren                       | talroll     |                                                            |

## Handling
Första akten börjar vid Cleopatras bad. Drottningen är uttråkad och ber till gudarna att något spännande ska hända. I samma ögonblick kommer en pil och slår ned framför hennes fötter. Hon kräver att bågskytten ska straffas. Men sedan ser hon att en papperslapp är virad runt skafter. På lappen står orden "Jag älskar dig". Hon skymtar en avlägsen figur som simmar iväg längsmed Nilen. Cleopatra tackar gudarna för att de hört hennes bön. Hon klär av sig och går ner i vattnet när plötsligt Meïamoun dyker upp. Eunuckerna rusar fram för att döda honom men Cleopatra hindrar dem. På frågan var han gör där svarar han endast Meïamoun "Jag älskar dig" och förklarar sin besatthet av drottningen. Cleopatra frågar om han vågar riskera sitt liv för en natt med henne. Hon varnar honom att när gryningen kommer hyser hon ingen nåd. Mardion bönfaller honom att inte gå med på förslaget och erkänner att hon älskar honom. Han förklarar att han inte känner henne och när efter att han har accepterat drottningens anbud tar tjänarinnan en kniv och begår självmord. Cleopatra beordrar att hennes kropp ska kastas till krokodilerna. Stödd på Meïamouns arm går de båda ner i hennes båt som stilla flyter iväg medan solen går ner.
En stor bankett inleder akt två. Gästerna konstaterar att ingen man har lyckats hålla Cleopatra från sin egen bankett, inte ens Marcus Antonius. Cleopatra och Meïamoun kommer in. Meïamoun är iför en praktfull mantel. Cleopatra sätter sig på tronen med Meïamoun vid hennes fötter. Drottningen befaller sin älskare att sitta bredvid henne. Dagen börjar gry och hon ber honom att fly med henne till det vita templet där de kan strunta i gryningen. Men Meïamoun påpekar att tiden inte räcker till. Cleopatra beordrar att stänga ute solljuset. Hon ska utestänga dagen en hel månad så att han kan fortsätta att älska henne. När dagen gryr kommer giftblandaren in och erbjuder Meïamoun en bägare. Han höjer bägaren men Cleopatra hindrar honom. I samma ögonblick rusar Iras in och meddelar att Antonius är i antågande. Snabbt dricker Meïamoun drycken och faller död ner. Eunuckerna täcker över hans kropp. Antonius officerare kommer in och Cleopatra ber honom säga till Antonius att hon väntar honom. När han gått håller hon hans livlösa kropp tätt intill sin. Antonius röst hörs, hon kysser Meïamouns döda kropp och stiger in i palatset.